# Битка код Калодена
Битка код Калодена је био последњи окршај у Јакобитском устанку из 1745. Јакобитске снаге под командом Чарлса Едварда Стјуарта су се сукобили са лојалистичком војском којом је командовао Вилијам Август, војвода од Камберленда 16. априла 1745. код Инвернеса у Шкотском побрђу.
Победа код Калодена је одлучно зауставила јакобитске намере да збаце династију Хановер и врате династију Стјуарт на британски престо. Чарлс Стјуарт није више никада покушао да оспори власт Хановераца у Великој Британији.
Јакобитску војска су чинили шкотски горштаци, као и мањи део низијских Шкота и мали одред Енглеза из Манчестерског пука. Јакобите је помогла Француска ирским и шкотским јединицама у француској служби. Комбиновани пешадијски батаљон (Ирски пикетари) су чинили одреди из сваког пука Ирске бригаде уз један ексадрон ирске коњице у француској војсци који је служио у бици из одред ројалистичких Шкота регрутованих претходне године да би подржали захтеве Стјуарта. Војску британске владе су чинили углавном Енглези, уз значајан број Шкота из низија и побрђа, батаљон Алстераца и мали број хесена из Немачке и Аустрије. Битка код Калодена је била и брза и крвава и завршила се у року од једног сата. Након неуспешног јуриша горштака на владине линије, јакобити су се побунили и побегли су са бојишта.
Између 1.500 и 2.000 јакобита је убијено или рањено у краткој бици, док су владини губици били мали са 50 мртвих и 259. рањених- Битка и њене последице настављају да изизивају јаке емоције: Универзитет Глазгова је доделио војводи од Камберленда почасно докторат, али многи данашњи истраживачи трвде да су последице битке и потоње сламање јакобитизма биле бруталне, због чега је Камверленда добио надимак „Касапин“. После битке су начињени даљи покушаји да се јаче интегришу немирна Шкотска побрђа у Краљевство Велику Британију; уведене су прописи и казне са циљем да се ослаби галичка култура и разори шкотски систем кланова.